# 맥스 베너블
윌리엄 맥킨리 베너블 (William McKinley "Max" Venable 1957년 6월 6일 ~ )는 전 일본 프로 야구 지바 롯데 마린스의 외야수이다. 전 SK 와이번스 타격코치이다. 아들은  전 메이저 리그  외야수 윌 베너블이다.

## 출신 학교
- 코르도바고등학교